# Округ Хокон (Јужна Дакота)
Хокон (енгл. Haakon County) је округ у америчкој савезној држави Јужна Дакота.

## Демографија
По попису из 2010. године број становника је 1.937, што је 259 (-11,8%) становника мање него 2000. године.
| Група             | 2000.         | 2010.         |
| Белци             | 2.105 (95,9%) | 1.823 (94,1%) |
| Афроамериканци    | 0 (0,0%)      | 3 (0,2%)      |
| Азијати           | 2 (0,1%)      | 8 (0,4%)      |
| Хиспаноамериканци | 13 (0,6%)     | 17 (0,9%)     |
| Укупно            | 2.196         | 1.937         |